# STS-54
إس تي إس-54 (بالإنجليزية: STS-54)‏ الرحلة الثالثة والخمسون ضمن برنامج مكوك الفضاء لوكالة ناسا، والرحلة الثالثة على متن مكوك الفضاء إنديفور، انطلقت الرحلة في 13 يناير 1993 من مركز كينيدي للفضاء، وهبطت بتاريخ 19 يناير في مركز كينيدي للفضاء أيضاً، بعد ستة أيام مكثتها الرحلة في الفضاء، هدف الرحلة تتبع بيانات الترحيل للقمر الصناعي TDRS-F الذي أطلق للفضاء ونقلة للمدار الصحيح، وإجرآء عدد من الاختبارات والتجارب العلمية والنباتية، بلغ عدد الرواد المشاركين في الرحلة خمسة رواد.